# Laserstyrning

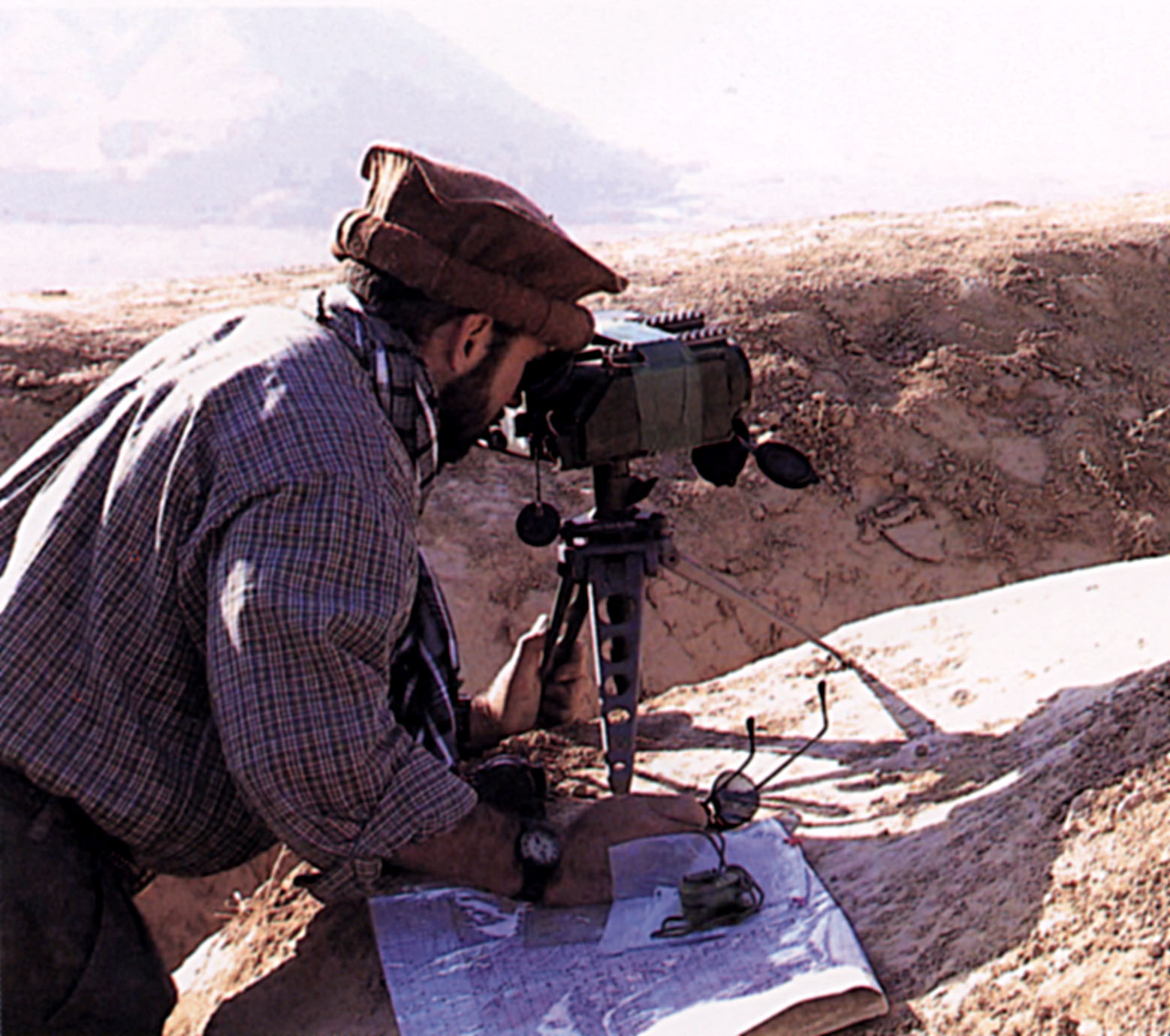
Amerikanska specialstyrkor använder en lasermålutpekare i Afghanistan 2003.

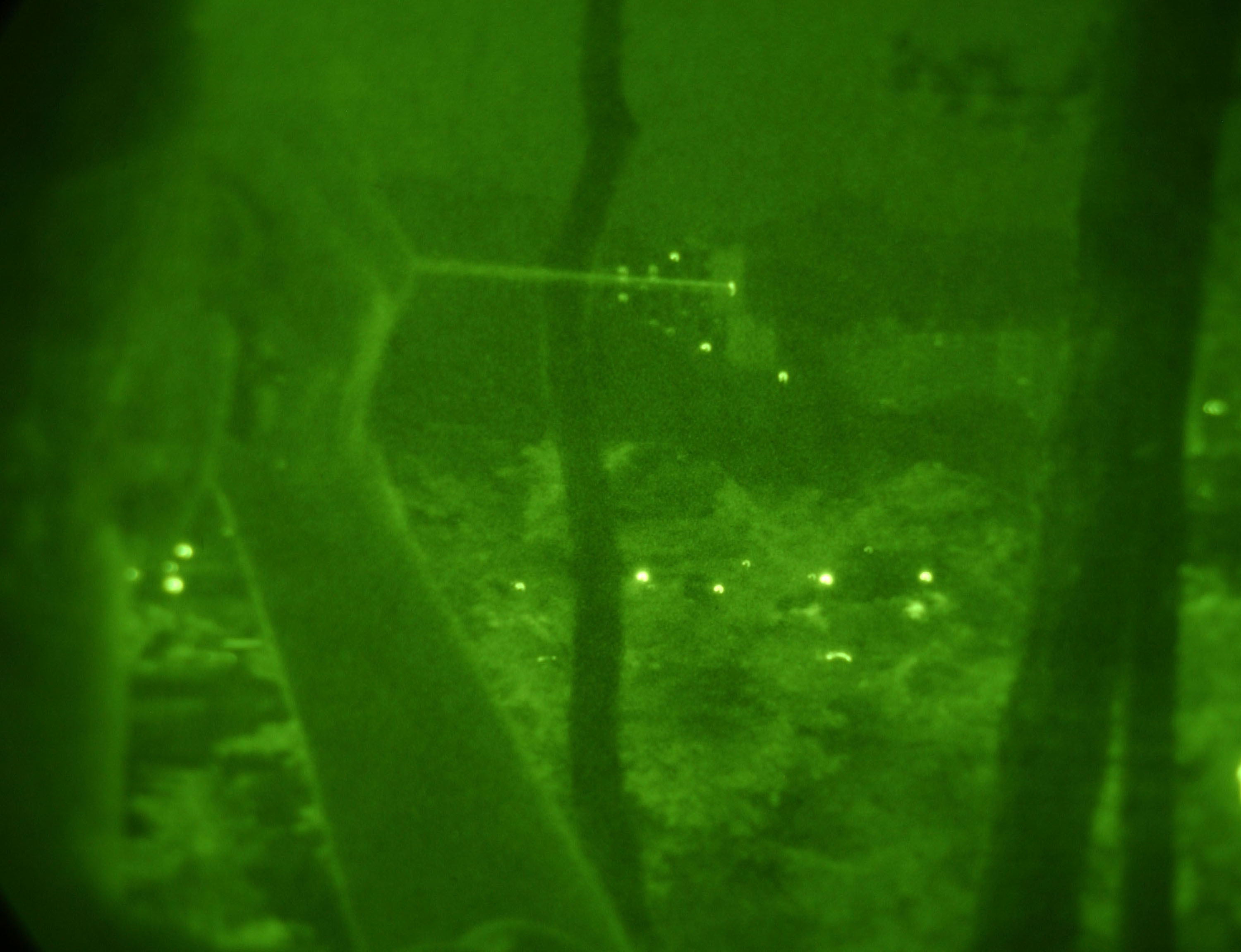
Lasern syns inte för blotta ögat, men den kan ses i en värmekamera.

Laserstyrning var den första verkligt effektiva typen av styrsystem för precisionsstyrd ammunition. Laserstyrning används i främst i pansarvärnsrobotar, attackrobotar och styrda bomber, men även i artillerigranater som M712 Copperhead. Fördelen är extremt god precision (CEP på runt en meter kan ofta uppnås) och att skytten eller vapenbäraren inte behöver röja sig. Nackdelen är att målutpekaren måste befinna sig inom synhåll från målet och rikta en styrlaser mot målet. Styrlasern kan upptäckas och därigenom röja målutpekarens position.

## Princip
När en laser riktas mot ett föremål reflekteras laserljuset i alla riktningar. Den reflekterade strålningen upptäcks av målsökaren som styr projektilen mot ljuspunkten. För att undvika upptäckt och störning används en infraröd laser som är modulerad (oftast pulstågsmodulering) med en kod som känns igen av målsökaren.
Principen kallas ibland även för semiaktiv lasermålsökare.

## Exempel på laserstyrda vapen
- AGM-114 Hellfire
- AS.30L
- Paveway
- Zvezda Ch-25